# Cortijo

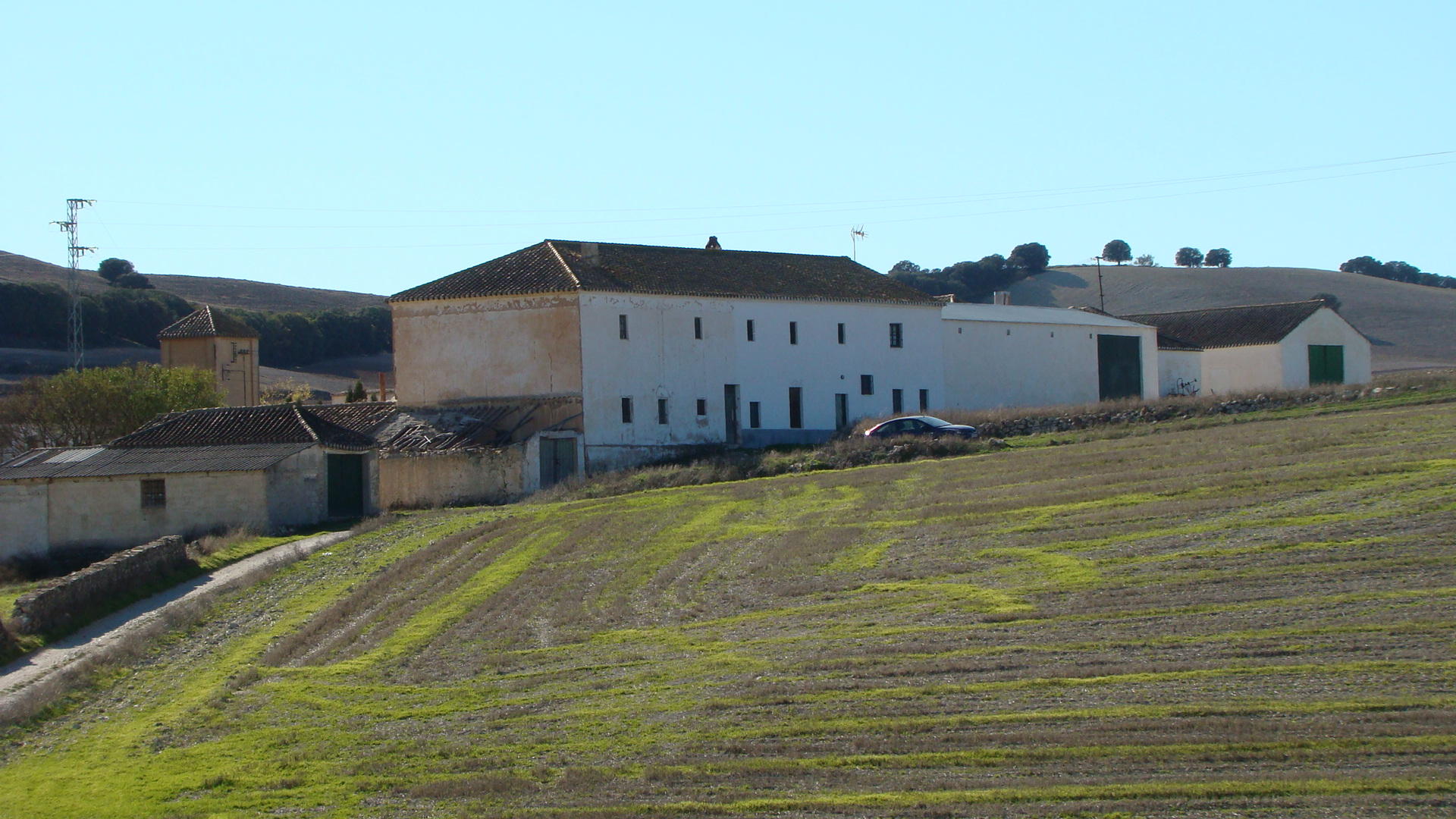
Cortijo o casería de cereal en Píñar (Provincia de Granada).

Un cortijo es una construcción típica del hábitat rural disperso de la zona meridional de España. Consta de zonas de vivienda y otras dependencias para la explotación agrícola de un extenso territorio circundante. Su modelo original es la hacienda y casa de labranza propias de la Andalucía occidental o bética (Valle del Guadalquivir), cuyo apogeo se dio en el siglo XVIII; de modo que es muy usual la expresión "cortijo andaluz"; aunque el término "cortijo" se usa, por extensión, para las formas similares de hábitat rural disperso en Andalucía, La Mancha y Extremadura.
Sus edificios (más o menos grandes, con muchas o pocas dependencias, dependiendo del tipo de explotación) se encuentran aislados en el campo, muy alejados de las localidades donde se concentra la población (en esa zona, grandes pueblos o incluso agrociudades). El gran tamaño de las propiedades agrícolas las sitúa en el ámbito del latifundio, y explica buena parte de las características socioeconómicas que se desarrollaron durante los siglos XIX y XX (polarización social entre los jornaleros sin tierras y los propietarios absentistas -señoritismo, caciquismo-, atraso productivo, emigración, etc.).
La palabra puede provenir del bajo latín cohorticulum, que es diminutivo de cohors ("cohorte", pero también "patio" o "corral", por una extraña analogía); aunque el DRAE da como etimología la palabra castellana "corte". De "cortijo" deriva el término "cortijada", pequeño núcleo de viviendas rurales, rodeado de campos de cultivo, y que, al contrario de los cortijos, son propias de zonas de minifundio. Los que viven o trabajan en los cortijos, se denominan "cortijeros".

## Origen
El cortijo es, en su origen, una edificación que responde a las necesidades de grandes explotaciones en las que, tradicionalmente, se ha combinado un sistema de rotación de cultivos, como dedicación principal, con un aprovechamiento ganadero complementario, que suministraba animales para la labor, posibilitaba el estercolado de los suelos, y aportaba una renta adicional.
El cortijo daba así respuesta funcional a la necesidad de alojamiento de trabajadores, estables o jornaleros, al de los propietarios cuando estaban (pues el absentismo era la norma general), al acomodo del ganado y al almacenamiento de los aperos y productos agrícolas, todo ello en edificios amplios, organizados en torno a uno o más patios de distribución.
Como antecedente del cortijo, se suele destacar las villas romanas, esta organización latifundista habría perdurado hasta la época musulmana con la alquería, conjunto de construcciones propia de las explotaciones agrarias de la época de la España musulmana (al-Andalus).

## Dependencias
La cocina, con una chimenea de gran campana y poyos laterales, era la pieza principal para los jornaleros, los que, en el cortijo tradicional, solo disponían además de gañanías de uso común. Los trabajadores de más cualificación, disponían de habitación privada, y los encargados y caseros, de vivienda propia. Todas ellas, construcciones sencillas y austeras. La vivienda del propietario, cuando la había, estaba situada de forma independiente, aunque conectada al conjunto, y era de mayor confort y calidad constructiva.
La base del cortijo es el gran patio, cerrado en su frente con un gran portalón. En torno al patio principal (podía haber otros secundarios), se situaban también las construcciones ganaderas (cuadras, zahúrdas, gallineros, parideras, etc.) y las de almacenaje, la principal de las cuales eran el alfolí (para guardar las semillas) y los graneros. Se completaba el cortijo con edificaciones dedicadas a otros menesteres, como fraguas, carpinterías o talleres de diversos tipos. En conjunto, era un núcleo autosuficiente.
Evidentemente, el tamaño, volumen y calidad de estas construcciones, estaba directamente relacionado con las necesidades de cada explotación y, en áreas económicamente más débiles, como las serranías, se prescindía de todo lo no imprescindible, llegando a limitarse a la vivienda y tres o cuatro construcciones adicionales, de pequeño tamaño.

## Otros elementos
En los cortijos grandes, los patios se comunican unos a otros, por medio de portones, que suelen estar adornados artísticamente. En los patios suele haber asientos hechos de fábrica con respaldos de azulejo, fuente, pozo y abrevadero. Era costumbre que estuvieran cubiertos de parras. En estos cortijos de varias dependencias hay molinos de aceite, con sus trojes, silos, pajares, y bodegas, según la zona y, si la finca es de toros bravos, se añade la construcción de un tentadero.
La era es un elemento que también forma parte de los cortijos, aunque puedan encontrarse a decenas de metros de la construcción principal.

## Tipos de cortijos
Como ya se ha indicado, hoy en día se utiliza la palabra cortijo para designar cualquier construcción rural de Andalucía o Extremadura (más raramente en Castilla-La Mancha), aunque lo cierto es que la palabra cortijo se ha referido, históricamente, a un tipo muy concreto de estas construcciones. Así, podemos distinguir varios tipos de hábitats rurales en las zonas indicadas:

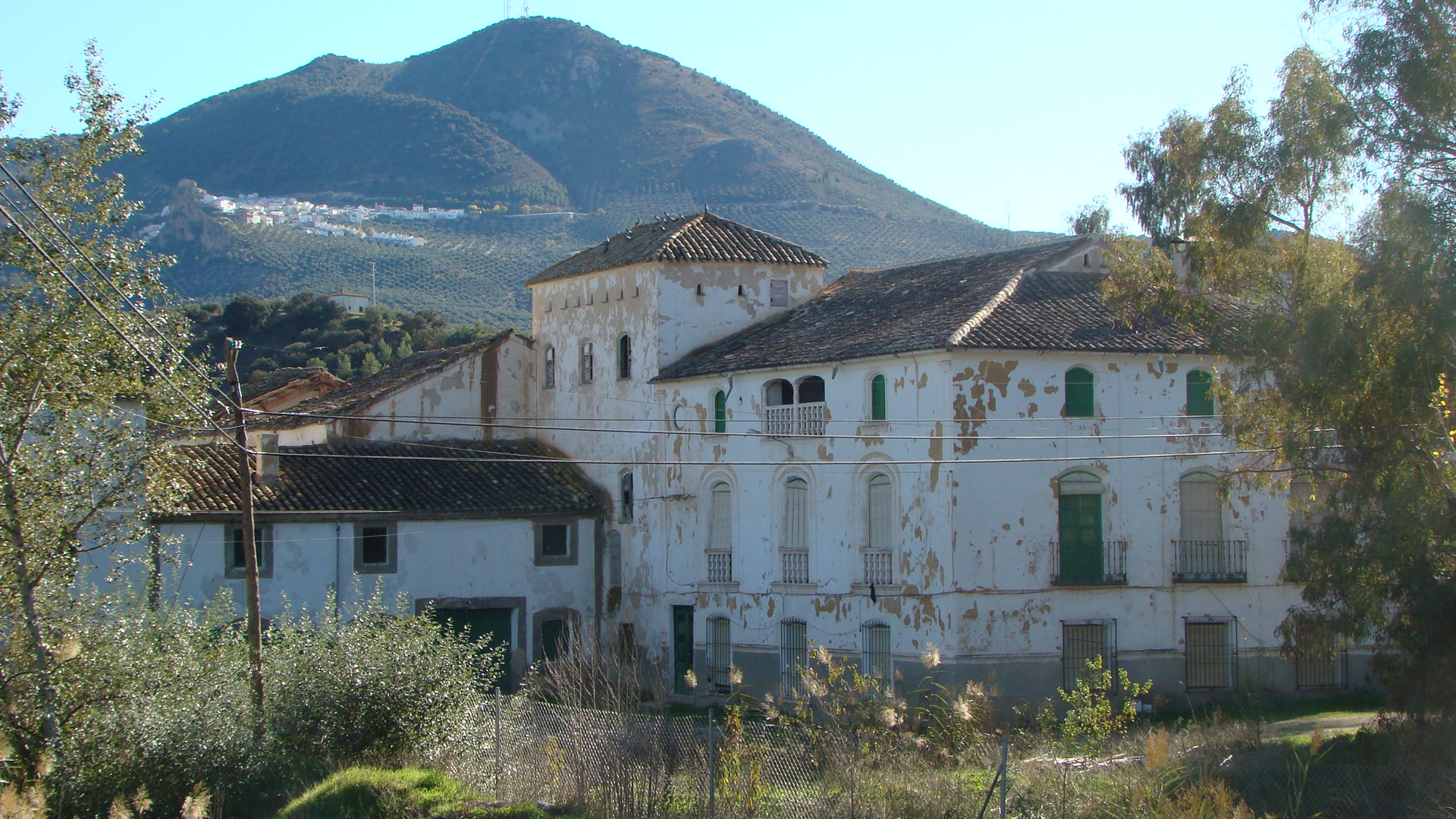
Molino y Casería de Olivar (Huelma)

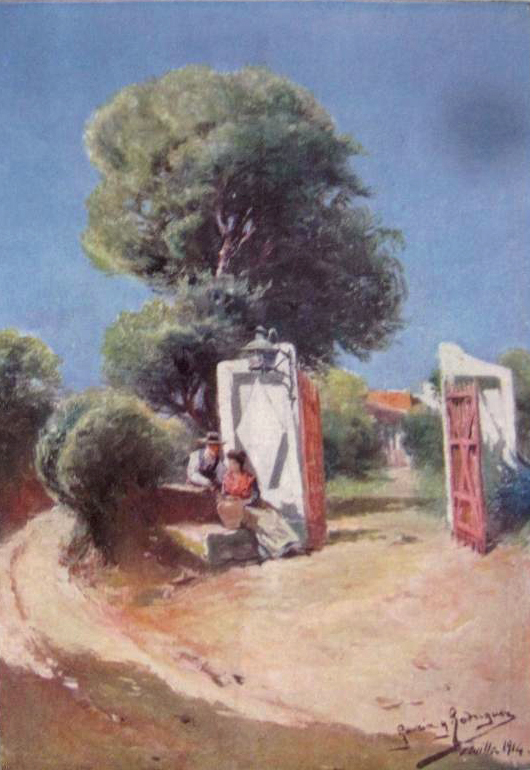
«En la puerta del cortijo», por Manuel García y Rodríguez.

### La casería deolivary lahacienda
Son núcleos de construcciones adosadas, con cubiertas a dos aguas, rematadas a veces en la fachada del portón. La construcción suele ser de tapial o ladrillo, con verdugadas en algunos lugares, esquinazos de mampuesto de piedra, todo ello encalado, y con rollizos sin desbastar en las armaduras de cubierta.
- La Casería de olivar suele tener una vivienda del propietario, de construcción sencilla, aunque de buena factura, y responden a explotaciones de tamaño medio.

- Por el contrario, las Haciendas disponen de edificios de gran monumentalidad, en ocasiones auténticos palacios (especialmente las datadas en época barroca, en Sevilla), que incluyen a veces construcciones adicionales como la capilla, y responden a verdaderas y poderosas factorías agrarias que combinaban la explotación olivarera con la viti-vinícola, la cerealística y la ganadera.

Abundan en las campiñas de Jaén, Córdoba, Sevilla y Badajoz, en las planicies del río Guadalhorce y en otros lugares dedicados al cultivo del olivo, como las serranías de Jaén, aunque no son usuales en las zonas de montaña. Se identifican fácilmente por la torre de la almazara y por la casa señorial (cualquiera que sea su entidad), situada en lugar preferente y, por lo común, de espaldas al patio.

### La casería decerealo cortijo
El Cortijo propiamente dicho, es siempre una casería de cereal, es decir, asentada en tierras de campiña dedicadas al cultivo de cereal.
Suele estar asociado a una estructura de la propiedad de la tierra latifundista, en la que constituye el núcleo de explotación de una gran extensión de tierra. Es muy similar a la de olivar, aunque lógicamente carece de almazara y solo raramente tiene vivienda señorial, siendo en cambio visibles los grandes graneros y secaderos. Se da en amplias zonas de Jaén, Córdoba, Sevilla y Badajoz; algo menos, en Granada, Málaga y Cádiz.
Similares en su planteamiento general, son las construcciones rurales de las zonas montañosas del norte de Huelva, Córdoba y Jaén, aunque no están vinculadas principalmente al cereal, sino a la ganadería.

### La casa deviñedoo viña
En ocasiones, cuando no se centraban en los núcleos urbanos, las actividades de producción del vino han llevado a la aparición de un hábitat diseminado, diferenciado y de gran densidad, aún sin llegar a conformar una tipología constructiva en sentido estricto. La casa característica de estas explotaciones en la comarca de Jerez se denomina como Viña, que es una casa-bloque similar a las de vega o huerta, y que se caracteriza porque la mayor parte de la superficie construida se dedica a la cuadra de lagares, sala de grandes dimensiones donde se sitúa el utillaje para la elaboración del mosto. La zona industrial de la finca, se completa con la bodega de mostos, contigua a aquella, y donde se produce la primera fermentación, después de la cual se trasladaba el vino a las bodegas urbanas especializadas en crianza.
Usualmente carecen de casa señorial, existiendo sin embargo, frecuentemente, una casa para el capataz. No obstante, hay Viñas con interesantes ejemplos arquitectónicos de vivienda señorial, capilla, porches y jardines, al estilo de la Haciendas de Olivar.
Antiguamente eran un importante centro de trabajo para desempleados de la zona o gañanes.

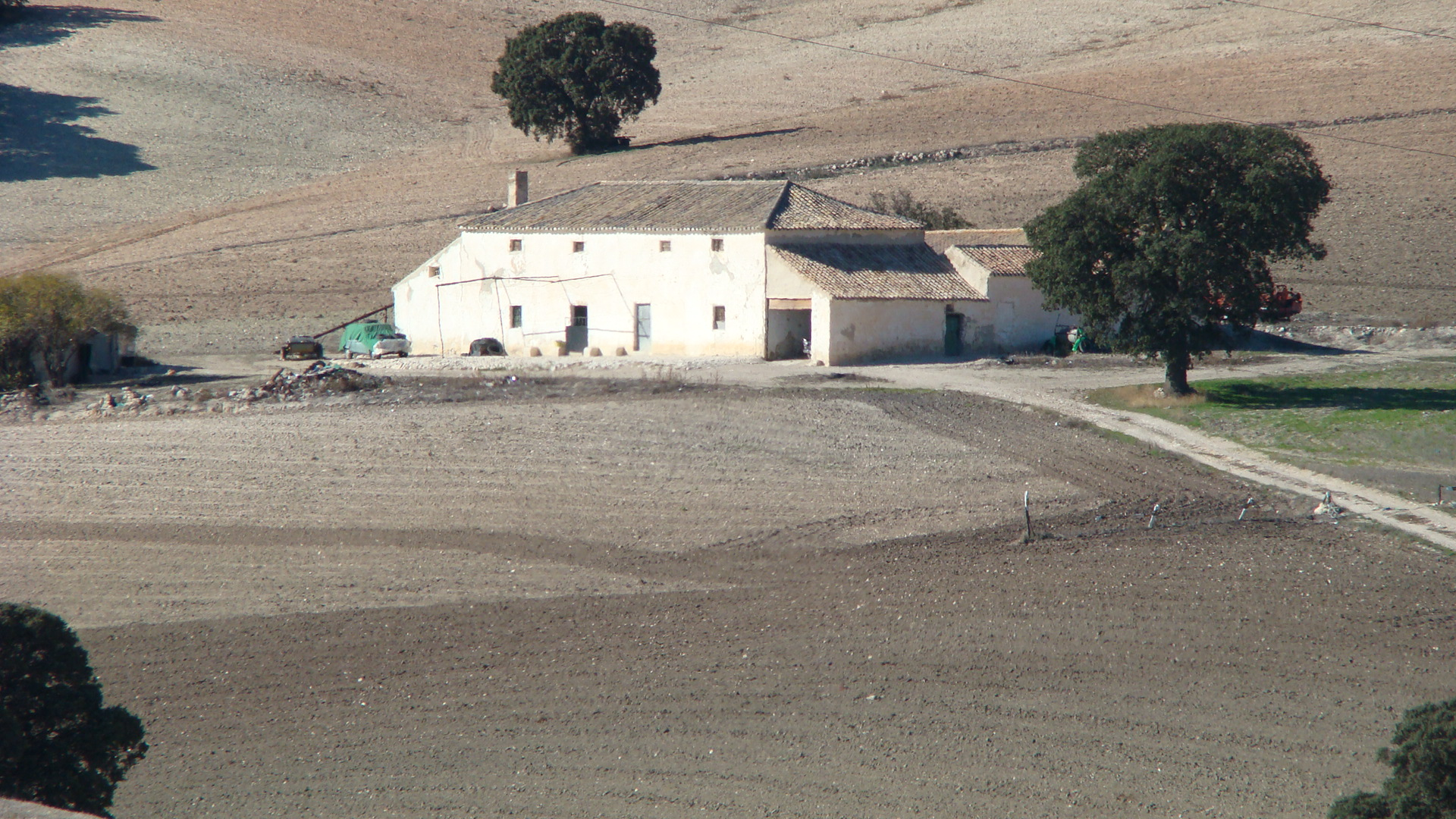
Cortijo-Casa aislada.

### La casa devegaohuerta
Suelen estar formadas por un edificio principal, conformado como casa-bloque, al que se adosan algunas construcciones secundarias (graneros, cuadras, viviendas menores...), con acceso a todas ellas desde un patio lateral murado. La fachada de la casa principal suele dar a una lonja o solana.
Es el tipo propio de las zonas de olivar de montaña (Sur de Jaén y Córdoba), áreas de minifundismo como las vegas de Granada y Málaga, y en las zonas semimontañosas del sur de Sevilla y norte de Cádiz.

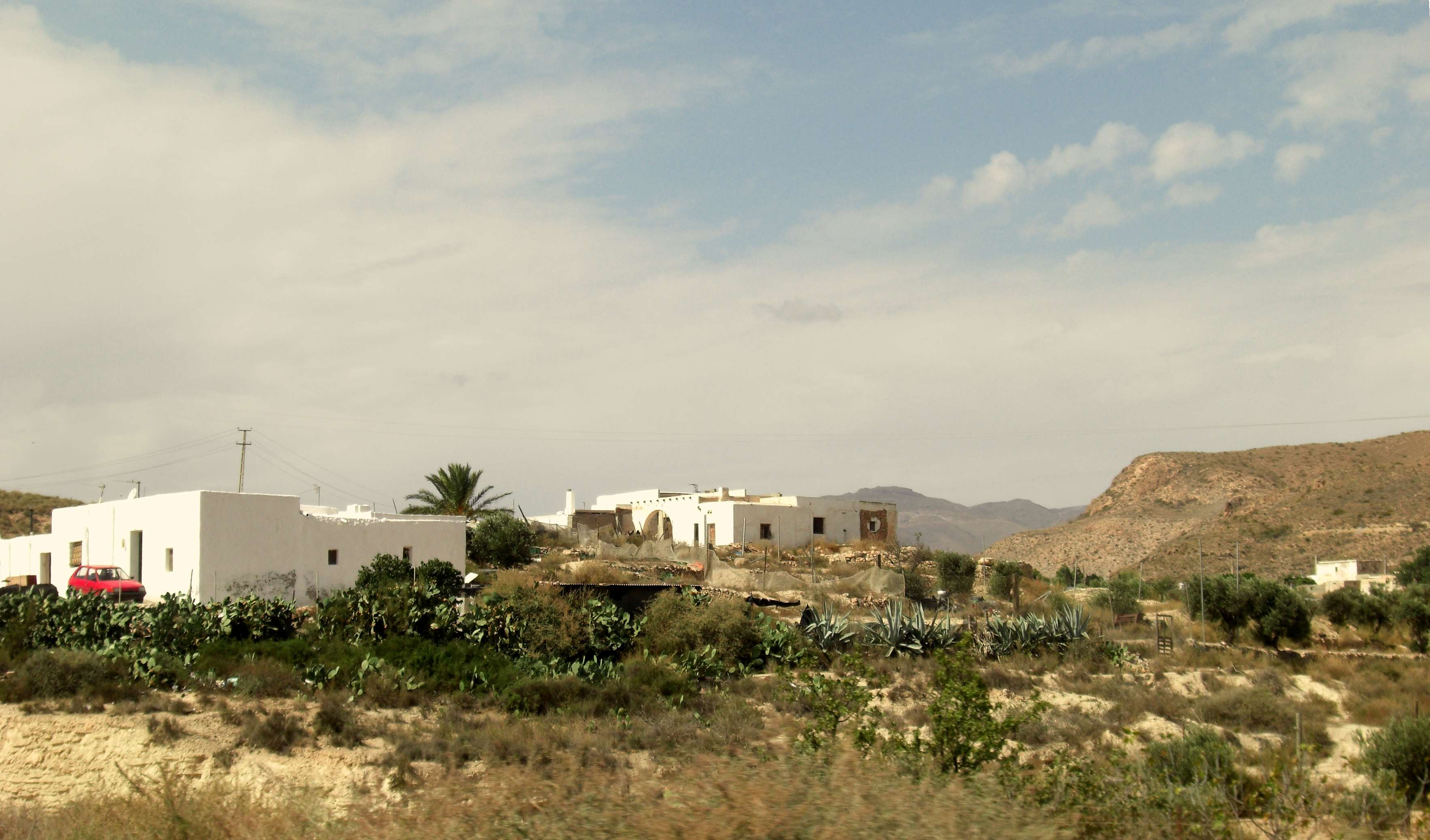
Níjar - Cortijos con terraos

### El cortijo aislado
Es una construcción única, muy vinculada a las explotaciones minifundistas de limitada capacidad económica. Es muy común en las zonas montañosas del Sistema Bético, así como en las altiplanicies de Málaga y Granada, donde suele aparecer con un patio cercado lateral u otras pequeñas construcciones anexas.  
También pueden considerarse de este tipo los cortijos populares que abundan en la franja litoral de Almería (Níjar, Tabernas) las Alpujarras y la Región de Murcia. Sus moradores eran bien humildes aparceros, propietarios o arrendatarios o bien también de jornaleros, pastores y muleros. Los primeros estaban mejor dotados y frecuentemente tenían doble planta, varios dormitorios, pajares, cuadras, corrales y otras dependencias y los segundos tenían suelos de tierra, ventanucos y no se separaban las estancias de tal manera que los moradores vivían con los animales. No reunían buenas condiciones sanitarias, de tal modo que se blanqueaba techos, paredes y hasta suelos con lechadas de cal fogada. Se podían presentar como cortijos en hilera.
En cuanto a los componentes de la edificación hay que señalar que los muros se levantaban con piedra y cementaban con argamasa de barro arcilloso, mortero de arena y cal o yeso cocido. Otro tipo de muro es el de tapia o el de adobe. Generalmente se revestían de mezcla de arena y cal o masa de yeso y se blanqueaban con cal viva fogada dando lugar a la imagen de "cortijo blanco Andaluz" pero también se presentan cortijos con la piedra vista. Tenían un exterior sin ornatos y culminaban en terraos con pretiles y caños, aunque también había tejados a dos aguas o cerramientos mixtos, En el interior las paredes y los techos se repellaban con barro arcilloso, o con mezcla de cal y arena o yeso de construcción blanqueados con cal viva fogada. Los suelos eran de arcilla prensada, mezcla o yeso con granza y por donde pasaban los animales empedrado. La estancia principal era la cocina y las restantes estancias se ubicaban a su alrededor, a los que se accedía a través de vanos en arco, como dormitorios, almacén de cosechas, cuadras, pajar y patios.